# ボーリカムサイ県
ボーリカムサイ県（ボーリカムサイけん）は、ラオス中部の県。ボリカムサイ県とも。

## 歴史
1983年、ヴィエンチャン県の一部とカムムアン県の一部をもって成立した。

## 地理

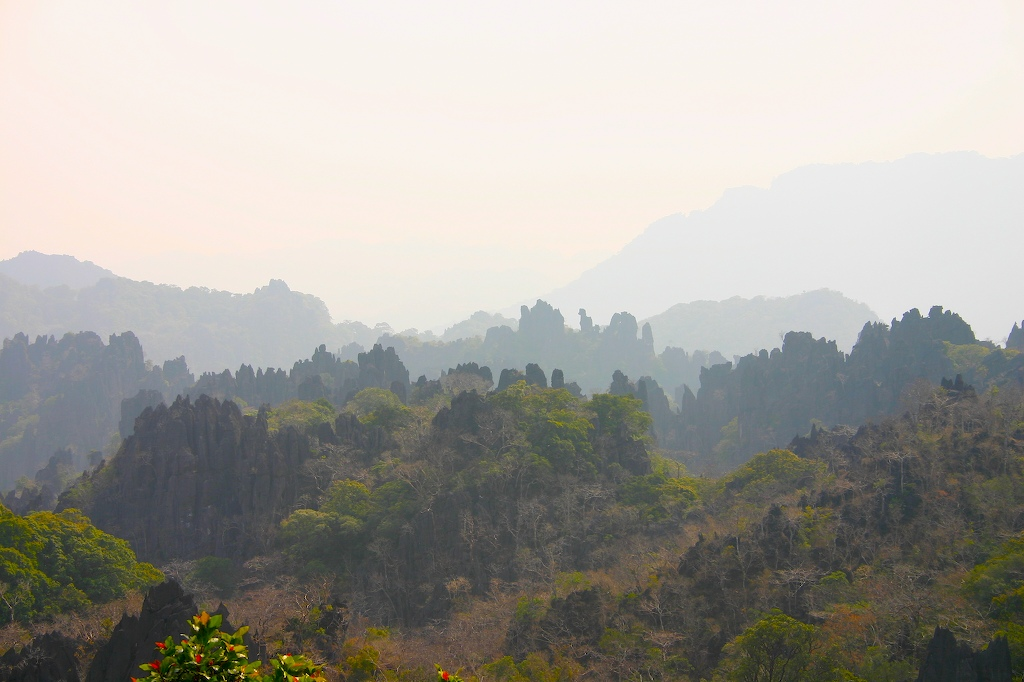
ボーリカムサイ県（ラオス）のカルスト地形

県内のカムクート郡にはカムクート・ラックサオ(Khamkeut Lak Sao)と呼ばれる、東南アジア最大のカルスト地形の石灰石の平原が広がる。

## 交通
主要な道路は、メコン川沿いに走る国道13号線および、南部県境沿いを東に向かいラックサオを経てベトナム国境にいたる国道8号線である。メコン川の水運も広く利用される。

## 行政区分
1. 11-04 ボーリカン郡（英語版）
2. 11-05 カムクート郡（英語版）
3. 11-03 パークカディン郡（英語版）
4. 11-01 パークサン郡（英語版）
5. 11-02 ターパバート郡（英語版）
6. 11-06 ウィエントーン郡（英語版）